# Guidonia Montecelio
Guidonia Montecelio település Olaszországban, Lazio régióban, Róma megyében. Lakosainak száma 89 114 fő (2023. január 1.). Guidonia Montecelio Marcellina, Róma, Sant'Angelo Romano, Fonte Nuova, Palombara Sabina, San Polo dei Cavalieri és Tivoli községekkel határos. Róma megye második legnagyobb települése, Róma után. 

## Népesség
A település lakossága az elmúlt években az alábbi módon változott:
| Lakosok száma | 88 921 | 89 288 | 89 114 |
|               | 2016   | 2018   | 2023   |